# Regne Indo-Part
El regne Indo-Part (a vegades esmentat com dinastia gondofàrida) fou un govern de l'Àsia central dirigit per diversos reis, amb autoritat sobre part de l'Afganistan, el Pakistan i Índia, durant o una mica abans del segle i. Per una gran part de la seva història, els reis principals gondofàrides consideraven Tàxila (a la província de Punjab avui al Pakistan) com la seva residència, però durant els seus darrers anys d'existència la capital fou canviada entre Kabul i Peshawar. Tradicionalment s'ha referit a aquests reis com Indo-Parts, ja que la seva encunyació estava inspirada sovint per la dinastia d'Arsàcida, però probablement pertanyien a un grup més ampli de tribus iranianes que vivien a l'est de la Pàrtia pròpia, i no hi ha gens d'evidència que tots els reis, que assumien el títol de Gondofares, que vol dir "Portador de Glòria", estiguessin fins i tot emparentats.

## Gondofares I i els seus successors

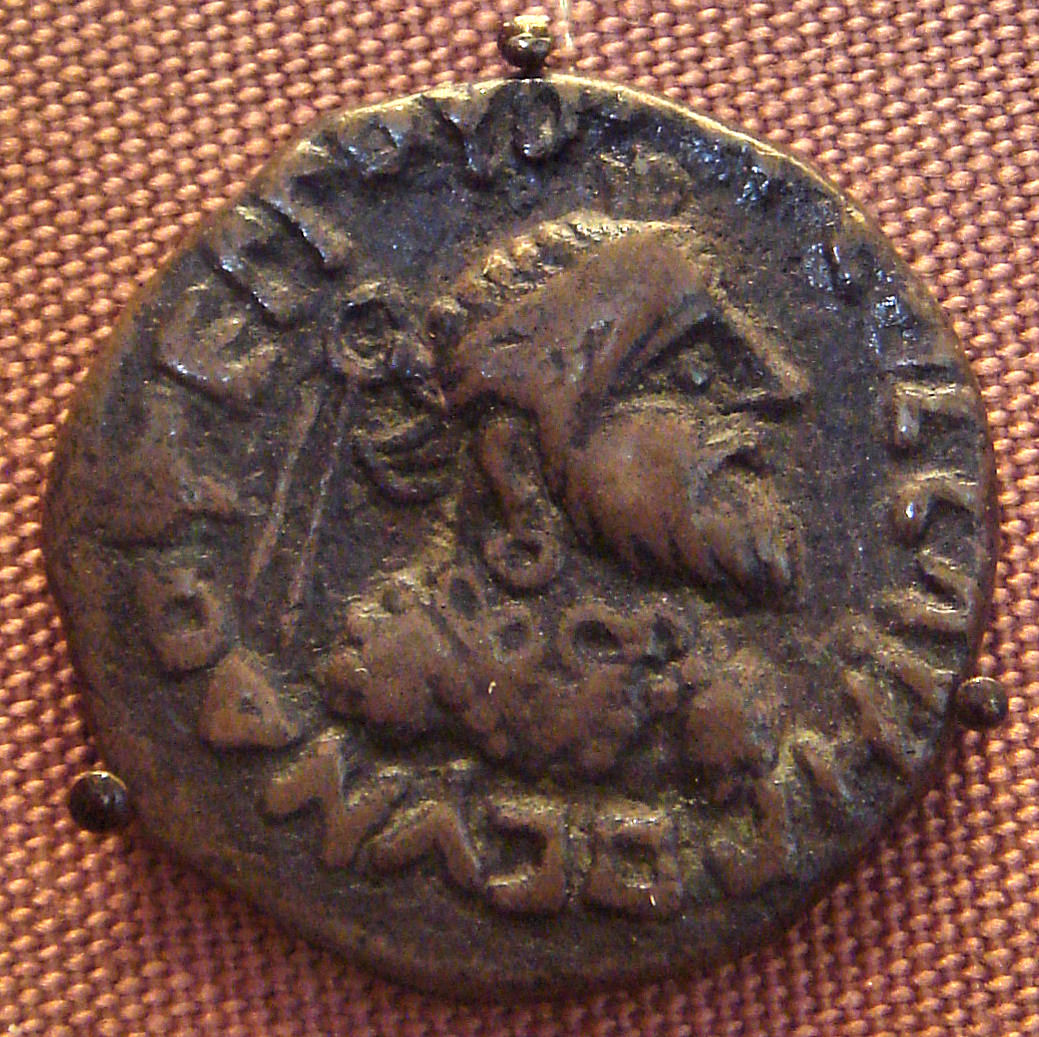
Retrat de Gondofares, fundador del regne Indo-Part. Porta una banda al cap, arracades, un collaret, i una jaqueta de creuament amb decoracions al voltant

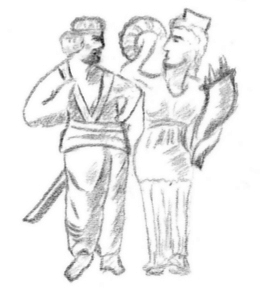
Abdagases coronat per la deessa grega Tyche, en l'anvers d'algunes de les seves monedes.

Gondofares I originalment sembla haver estat un governant de Sistan a l'Iran oriental, probablement un vassall o parent dels apracarages (regne d'Apraca). Al voltant de 20-10 aC, va fer conquestes a l'antic regne Indo-Escita, potser després de la mort de l'important rei Azes. Gondofares va esdevenir el governant d'àrees que comprenien Aracòsia, Sistan, Sind, Panjab, i la vall de Kabul, però no sembla que tingués territori més enllà del Panjab oriental. Gondofares fou anomenat "Rei de Reis", un títol propi dels Arsàcides i que en el seu cas reflecteix correctament que l'imperi Indo-Parthian era un domini no centralitzat on naturalment un cert nombre de dinastes més petits mantenien les seves posicions durant el període Indo-Part, probablement a canvi del seu reconeixement a Gondofares i als seus successors. Aquests dinastes més petits incloïen els propis apracarages, i sàtrapes indo-escites com Zeionises i Rajuvula, així com escites anònims que van encunyar imitacions de monedes d'Azes. Els Ksaharates dominaven cap al Gujarat, però potser just a fora dels dominis de Gondofares.
Després de la mort de Gondofares I, l'imperi es va començar a fragmentar. El nom o títol Gondofares fou adaptat per Sarpedones, que va esdevenir Gondofares II i era possiblement fill del primer Gondofares. Tot i que afirmava ser el governant principal, el govern de Sarpedones era dèbil i emetia una encunyació fragmentada a Sind, Punjab oriental i Aracòsia a l'Afganistan meridional. El successor més important fou Abdagases, el nebot de Gondofares, que governava al Panjab i possiblement en la terre original de Sistan. Després d'un regnat curt, Sarpedones sembla que fou succeït per Orthagnes, que es va convertir en Gondofares III Gadana. Orthagnes governava principalment a Sistan i Aracòsia, amb Abdagases a les zones més orientals, durant les primeres dècades del segle i, i fou breument succeït pel seu fill Ubouzanes. Després de l'any 20, un rei anomenat Sases, un nebot del governant apracaraja Aspavarma, s'apoderava dels territoris d'Abdagases i es convertia en Gondofares IV Sases. Segons Senior, aquest és el Gondofares citat a la inscripció de Takht-i-Bahi.
Hi va haver uns altres reis menors: Sanabares fou un usurpador efímer a Sistan, que s'anomenava Gran Rei de Reis, i hi havia també un segon Abdagases, un governant anomenat Agata a lSind, un altre governant anomenat Satavastres i un príncep anònim que afirmaven ser germà del rei Arsaces, en aquest cas un membre de la dinastiar reial que governa a Pàrtia.
Però el regne Indo-Part mai no va recobrar la posició que havia aconseguit sota Gondofares I, i des de la meitat del segle I l'Imperi Kuixan sota Kujula Kadfises començava a absorbir la part índia del nord del regne. L'últim rei Pacores (potser abans de l'any 100) només governava a Sistan i Kandahar.

## Arqueologia i fonts
Es creu que la ciutat de Tàxila fou una capital dels l'Indo-Parts. Grans estrats grans foren excavats per Sir John Marshall que va trobar una quantitat considerable d'artefactes d'estil part. El temple proper de Jandial s'interpreta normalment com a temple de foc zoroastrià del període dels Indo-Parts.
Alguns escrits antics descriuen la presència dels Indo-Parts a l'àrea, com la història de Sant Tomàs, que fou reclutat com a fuster per servir a la cort del rei "Gudnaphar" (que se suposa era Gondofares) a l'Índia. Els Actes descriuen al capítol 17 a Tomàs en visita al rei Gudnaphar a l'Índia del nord; els capítols 2 i 3 descriuen com va embarcar-se en un viatge per mar a l'Índia, connectant així a Tomàs a la costa oest de l'Índia.
Com remarca Senior, aquest Gudnaphar ha estat normalment identificat amb el primer Gondofares, que s'ha datat així després de l'adveniment de cristianisme, però no hi ha evidència a favor d'aquesta suposició, i la recerca de Senior mostra que Gondofares I podria ser datat fins i tot abans de l'any 1. Si el compte és realment històric, Sant Tomàs es pot haver trobat un dels reis posteriors que portaven el mateix títol.

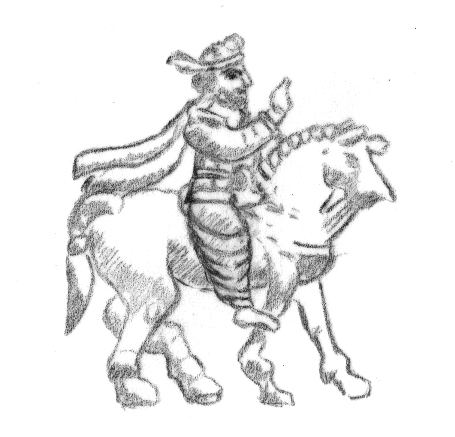
Gondofares a cavall, des a les seves monedes. Porta una jaqueta curta i pantalons, bastant típics de vestimenta dels parts.

El filòsof grec Apol·loni de Tíana és creditat per Filòstrat d'Atenes a Vida d'Apol·loni de Tíana d'haver visitat l'Índia, i específicament la ciutat de Tàxila al voltant del 46 dC. Descriu construccions del tipus grec, probablement referint-se a Sirkap, i explica que el rei indo-part de Tàxila, anomenat Fraotes, havia rebut una educació grega a la cort del seu pare, i parlava grec fluidament:
"Expliqui'm, o rei, com va adquirir tal domini de la llengua grega, i d'on vostè va obtenir tots els seus assoliments filosòfics en aquest lloc?".
[...]-"El meu pare, després d'una educació grega, em va portar als savis a una edat una mica massa d'hora potser, perquè tenia només dotze anys a l'època, però m'educaren com el seu propi fill; algú que admet que coneix la llengua grega els agrada especialment perquè ho consideren una virtut de la similitud de la seva disposició que ells mateixos tenen.".
El Periple per la mar Eritrea és una guia del segle I de les rutes que comunament s'utilitzaven per navegar per la mar d'Aràbia. Descriu la presència de reis Parts que lluitaven un amb l'altra a l'àrea de Sindh, una regió tradicionalment coneguda en aquell temps com "Scythia" a causa del previ govern dels indo-Escites a la zona:
"Aquest riu (Indus) té set boques, molt poc profundes i pantanoses, de manera que no són navegables, excepte la del mig; a prop de la costa, està la ciutat-mercat de Barbaricum. Abans d'aquesta hi ha una illa petita, i cap a l'interior darrere d'això hi ha la metròpoli de Scythia, Minnagara; està subjecte a prínceps parts qui s'enderroquen constantment l'un a l'altre.
Una inscripció de Takht-i-Bahi prop d'Hada porta dues dates, l'una l'any de regnat 26 del Maharaja Guduvhara (suposadament un Gondofares), i l'any 103 d'una era desconeguda.

### Indo-Parts i les religions índies
Al contrari dels indogrecs o indo-Escites, no hi ha cap registre explícit de governants Indo-Parts que donin suport al budisme o hinduisme, ni dedicatòries religioses, inscripcions, o relats fins i tot llegendaris. També, encara que els Indo-Parts encunyaven generalment seguint de prop el mòdel numismàtic grec, mai no mostren el símbol budista (a part del tardà Sases), ni utilitzen descripcions de l'elefant o braus, símbols religiosos possibles que eren profusament utilitzats pels seus predecessors. Es creu que havien conservar el Zoroastrisme, ja que eren d'extracció iranica.

## Principals governants Indo-Parts

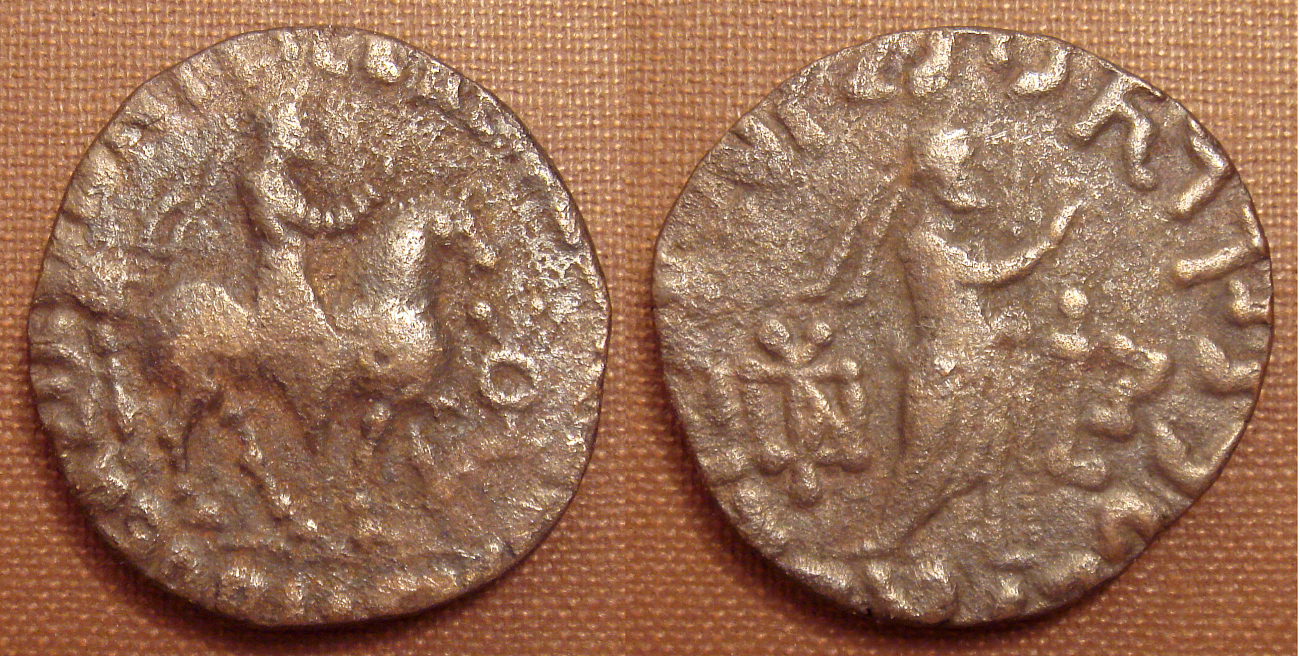
Monedes del rei Indo-Part Abdagases, en qui la seva roba és clarament visible. Porta pantalons bombatxos bastant típics de vestimenta dels Parts

- Gondofares I (vers 20 aC – vers 1 dC)[11]
- Gondofares II Gadana Ortagnes (1 dC – vers 20 dC)[12] (germà de Gondofares I)
- Abdagases I (1 dC – meitat segle I)[13]
- Gondofares III Sases (vers 20 dC – 30 dC)
- Gondofares IV Gadana Obouzanes, (meitat del segle I)
- Pacores (finals del segle I)[14]

## Les dinasties indo-partes

### Sistan (Drangiana)[15]
- Gondofares I, gran rei de reis, autocrator (20 aC – 1dC)[11]
- Gondofares II Gadana Ortagnes (vers 20 dC – 30 dC) (germà de Gondofares I)
- Gondofares III Sases, vers la meitat del segle I dC
- Gondofares IV Gadana Obouzanes (fill d'Ortagnes), segona meitat del segle I dC
- Sanabares, gran rei (fill d'Obouzanes)
- Abdagases II (fill de Sanabares)
- Pacores (final del segle I dC)
- ? Tiridates (no es coneixen monedes, fill de Sanabares)
- ? Atursasan (no es coneixen monedes, fill de Tiridates)
- Farnsasan (fill d'Atursasan)

### Aracòsia (Kandahar)[15]
- Gondofares I, gran rei de reis, autocrator (20 aC – 1dC)[11]
- Sarpedones I Basileontos (vers 1dC – 20 dC)
- Gondofares II Gadana Ortagnes Basileontos (20 dC – 30 dC)
- Abdagases I Basileontos, gran rei, rei de reis (nebot de Godofares I), inicis segle I aC-50 dC
- Sarpedones II, gran rei de reus, Dikaios, Soter, Nikiphoros
- Gondophares III Sases (vers la meitat del segle I dC)
- Sanabares, gran rei, Soter
- Abdagases II (fill)
- Pacores (final del segle I dC)

### Jammu[15]
- Gondofares I, gran rei de reis, autocrator (20 aC – 1dC)[11]
- Abdagases I (vers 1dC - meitat del segle I dC)
- Sarpedones I
- Gondofares III Sases (meitat del segle I dC)
- Gondofares IV Gadana Obouzanes
- Gondofares III Sases (meitat del segle I dC)

### Vall de l'Indus (Balutxistan)[15]
- Sarpedones I
- Satavastra
- Gondofares III Sases (meitat del segle I dC)

### Gandhara[15]
- Gondofares I, gran rei de reis, autocrator (20 aC – 1dC)[11]
- Abdagases I Basileontos, gran rei, rei de reis (nebot de Godofares I), inicis segle I aC-50 dC
- Gondofares III Sases (meitat del segle I dC)

### Tàxila[15]
- Abdagases I Basileontos, gran rei, rei de reis (nebot de Godofares I), inicis segle I aC-50 dC
- Gondofares III Sases (meitat del segle I dC)

### Aracòsia Septentrional (Bagram)[15]
- Gondofares I, gran rei de reis, autocrator (20 aC – 1dC)[11]
- Abdagases I Basileontos, gran rei, rei de reis (nebot de Godofares I), inicis segle I aC-50 dC